# فریدون زندفرد
فریدون زندفرد (۱۳۰۴ در تهران -۱۳ مردادماه ۱۳۹۸ تهران) نویسنده و مورخ و دیپلمات ایرانی و سفیر سابق ایران در کشورهای عراق، پاکستان و کویت است.

## سال های ابتدایی زندگی
فریدون زندفرد در سال ۱۳۰۴ در تهران به دنیا آمد.

## تحصیلات
وی دوره کارشناسی را در دانشکده حقوق دانشگاه تهران گذراند و درجات کارشناسی ارشد و دکترا را در رشته علوم سیاسی از دانشگاه نیویورک در ایالات متحده آمریکا کسب کرد.

## حضور در وزارت امور خارجه
زندفرد در سال ۱۳۲۶  در وزارت امور خارجه مشغول به کار شد و پس از ۱۶ سال و طی مشاغل و مدارج گوناگون، به مقام سفارت کشورهای در کویت، پاکستان و عراق رسید. وی همچنین در دوره‌ای معاون وزارت امور خارجه ایران بود. از رویدادهای مهم دوران ۳۳ ساله خدمت او، الحاق جزایر سه‌گانه به ایران و موضوع بحرین بود. در جمهوری اسلامی ایران نیز، از دانش و تجربیات وی در مشاغل مختلف بهره گرفته شد.

### سفیر ایران
- سفیر ایران در عراق  (۱۳۵۷-۱۳۵۷)
- سفیر ایران در کویت (۱۳۵۰–۱۳۵۴)
- سفیر ایران در پاکستان (تیر ۱۳۵۶ - تیر ۱۳۵۷)

## جدایی بحرین از ایران
زندفرد از سال ۱۳۲۶ تا ۱۳۵۹ مسئولیت‌های مختلفی را در وزارت خارجه برعهده داشته است. وی علاوه بر آنکه سفیر ایران در چند کشور خاورمیانه بوده، در بدو تشکیل اداره نهم سیاسی در وزارت خارجه، به سرپرستی این بخش مهم منصوب شد و در پرونده‌های حقوقی و دعاوی ایران در آن دوره حضور داشته است. کتاب «خاطرات خدمت در وزارت امور خارجه» روایت زندفرد از ۳۳ سال حضور در مهم‌ترین و حساس‌ترین جایگاه‌های دستگاه دیپلماسی ایران و «بحرین یادی از آن استان آشنای گم‌شده» بررسی او از تاریخ بحرین و روایتش از جدایی و استقلال این کشور است.

## کتاب ها
- بحرین یادی از آن استان آشنای گم‌شده
- تحولات سیاسی در بریتانیا
- ایران و جامعه ملل
- تاریخ جامعه ملل ایران
- جهانی پر تلاطم: خاطراتی از دوران خدمت در وزارت خارجه ۱۳۵۹ - ۱۳۲۶
- خاطرات خدمت در وزارت امور خارجه و سیمای دیپلماسی نوین ایران
- محمدعلی فروغی در صحنه دیپلماسی بین‌الملل: کنفرانس صلح پاریس (ورسای)[۶]

## مرگ
وی در ۱۳ مردادماه ۱۳۹۸ در تهران درگذشت. و در بهشت زهرا دفن شد.